# Prix Mérite de l'Association des diplômés de l'École polytechnique de Montréal
Décerné annuellement depuis 1978, le Prix Mérite souligne l'excellence professionnelle et les qualités humaines d'un diplômé de l'École polytechnique de Montréal ainsi que sa contribution exceptionnelle au domaine de l'ingénierie.

## Lauréats
- 1978
  - Roger A. Beauchemin
  - Robert A. Boyd
  - Jean-Paul Gignac
  - Charles Boulva
  - Yvon Gariépy
  - Paul-D. Normandeau
- 1979
  - Raymond Cyr
  - Camille A. Dagenais
- 1980
  - André Latreille
  - Bernard Lamarre
- 1981 - Roger Lessard
- 1982
  - J. Bernard Lavigueur
  - Roger P. Langlois
- 1984 - Jean-Jacques Archambault
- 1985 - Joseph Hode Keyser
- 1986 - Jean-Paul Gourdeau
- 1987 - Michel Lecours
- 1988
  - Joseph Bourbeau
  - Marcel Dufour
- 1989 - Roland Bouthillette
- 1990 - Jean Gaulin
- 1991 - Henri Audet
- 1992 - Roger R. Nicolet
- 1993 - Roland Doré
- 1994 - Michèle Thibodeau-DeGuire
- 1995 - Guy Dufresne
- 1996 - Danielle Waszczuk-Zaïkoff
- 1997 - Jean-Claude Nepveu
- 1998 - Michel Rigaud
- 1999 - Micheline Bouchard
- 2000 - André Bazergui
- 2001 - André Dufour
- 2002 - Pierre Lassonde
- 2003 - Léo Scharry